# Карауленський сільський округ
Карауле́нський сільський округ (каз. Қараөлең ауылдық округі, рос. Карауленский сельский округ) — адміністративна одиниця у складі Жанасемейського району Абайської області Казахстану. Адміністративний центр — село Кайнар.
Населення — 1416 осіб (2021; 2029 у 2009, 2695 у 1999, 2501 у 1989).
Станом на 1989 рік існувала Карауленська сільська рада (села Кайнар, Караулен, Кокшетау, Мирза) Абайського району. Село Караолен було ліквідовано 2020 року.

## Склад
До складу округу входять такі населені пункти:
| Населений пункт  | Старі назви | Населення, осіб (1989) | Населення, осіб (1999) | Населення, осіб (2009) | Населення, осіб (2021) |
| ---------------- | ----------- | ---------------------- | ---------------------- | ---------------------- | ---------------------- |
| Кайнар, село     | -           | 1951                   | 2327                   | 1888                   | 1415                   |
| --Караолен, село | Караулен    | 271                    | 291                    | 141                    | 1                      |
| Кокшетау, село   | -           | 96                     | 26                     | -                      | -                      |
| Єгеубай, село    | Мирза       | 183                    | 51                     | -                      | -                      |